# Ituni
Ituni est une ville située dans le Haut-Demerara-Berbice au Guyana. 
Sa population en 2005 est de l'ordre de 5 000 habitants ce qui fait de Ituni l'une des dix villes les plus peuplées du pays.